# Asterolecanium coffeae
Asterolecanium coffeae is een insect uit de superfamilie der schildluizen (Coccoidea). Het is een plaag voor verscheidene tropische soorten van Coffea (de koffieplant) in Angola, Congo-Kinshasa, Kenia en westelijk Afrika. Ter bestrijding van dit dier worden de planten behandeld met een teeroplossing of met de pesticide Diazinon.